# Anao
Anao è una municipalità di quinta classe delle Filippine, situata nella Provincia di Tarlac, nella Regione di Luzon Centrale.
Anao è formata da 18 baranggay:
- Baguindoc (Baguinloc)
- Bantog
- Campos
- Carmen
- Casili
- Don Ramon
- Hernando
- Poblacion
- Rizal
- San Francisco East
- San Francisco West
- San Jose North
- San Jose South
- San Juan
- San Roque
- Santo Domingo
- Sinense
- Suaverdez